# والاس إي. بيرس
والاس إي. بيرس (بالإنجليزية: Wallace E. Pierce)‏ هو محامي وسياسي أمريكي، ولد في 9 ديسمبر 1881 في مقاطعة كلينتون في الولايات المتحدة، وتوفي في 3 يناير 1940 في واشنطن العاصمة في الولايات المتحدة. حزبياً، نشط في الحزب الجمهوري. وقد انتخب عضو جمعية ولاية نيويورك وانتخب عضو مجلس النواب الأمريكي.